# Vincenzo Russo
Vincenzo Russo (18 de abril de 1924 – 25 de fevereiro de 2005) foi um político italiano.
Russo nasceu em Foggia a 18 de abril de 1924 e formou-se em física e matemática. Serviu na Câmara dos Deputados de 1958 a 1992, quando foi eleito para o Senado, onde serviu até 1994. Russo faleceu a 25 de fevereiro de 2005.